# Batalla de Châteauguay
La batalla de Châteauguay fue un enfrentamiento entre el Reino Unido de Gran Bretaña e Irlanda y Estados Unidos en el contexto de la Guerra anglo-estadounidense de 1812. Se produjo el 25 de octubre de 1813, y en ella un ejército de 1.630 francocanadienses y mohawks rechazaron a un grupo de 4.000 estadounidenses que pretendían invadir Canadá.

## Movimientos previos

### La estrategia estadounidense y sus maniobras
A fines de 1813, el Secretario de Guerra de Estados Unidos John Armstrong Jr. trazó un plan para capturar Montreal, lo cual sería la llave para capturar el Alto Canadá. Así, dos divisiones, una desde Sackett's Harbor y otra desde Plattsburgh (en el Lago Champlain) avanzarían hasta reunirse a las puertas de la ciudad.
Los estadounidenses de Lago Champlain estuvieron dirigidos por el Major General Wade Hampton, que tomó las riendas el 4 de julio. Hampton tenía serias dudas sobre el plan, pues las tropas habían sido pobremente entrenadas y sus oficiales carecían tanto de entrenamiento como de experiencia. Además, el campamento más adelantado, en Plattsburgh, era difícil de abastecer, puesto que las naves británicas controlaban el lago desde el verano.
Finalmente, Hampton, dueño de una plantación en el sur, rechazó colaborar con James Wilkinson, que era el líder de la división de Sackett's Harbor, debido a que ambos habían mantenido enfrentamientos en público desde 1808. Aunque en un primer momento rechazó colaborar, fue persuadido por Amstrong, el cual le aseguró que podría dirigir todas las tropas personalmente.
El 19 de septiembre Hampton se trasladó desde Burlington a Pattsburgh, vía fluvial, escoltado por las naves de Thomas MacDonough, y reunió a sus tropas en Odelltown. Allí se dio cuenta de que avanzar hacia el norte era complicado, pues las tropas británicas eran fuertes en ese lugar. La guarnición de Ile aux Noix tenía en torno a 900 efectivos, pero había muchos más en los alrededores. Además, la ruta por el agua era más corta, y Hampton decidió ir hacia el oeste, tratando de llegar a la localidad de Châteaugay, al lado del Río Chateaugay.
Como la expedición de Wilkinson no estaba preparada, Hampton se vio forzado a permanecer allí hasta el 18 de octubre. Hampton pensaba que ese retraso haría que los británicos se hiciesen más fuertes. En cuanto Amstrong le indicó que Wilkinson estaba preparado, comenzó a avanzar por el Río Chateauguay. No obstante, una brigada de 1400 milicianos de Nueva York rechazó cruzar la frontera a Canadá, dejando a Hampton únicamente con dos brigadas de regulares con 2600 efectivos en total.

### Movimientos en Canadá
El Major-General Louis de Watteville, de origen suizo, era el comandante del distrito de Montreal solo desde el 17 de septiembre. En respuesta a los rumores del avance estadounidense, llamó a un gran número de miembros de la milicia. El teniente coronel Charles de Salaberry organizó las defensas. De este modo, De Salaberry recurrió a los granjeros de la zona para que le informasen de los movimientos que habían visto, y tuvo constancia de todos los movimientos de Hampton, mientras que éste tenía muy poca información acerca de las tropas enemigas.
Además, otros cuerpos de infantería reforzaron las tropas canadienses. Teniendo en cuenta que el cauce del río marca una curva pronunciada, De Salaberry ordenó establecer todo tipo de obstáculos por la zona, como los abatis. Construyó abatis a lo largo de una milla, estableciendo allí a sus artilleros y milicianos. Además, De Salaberry dirigió las tropas en primera línea de batalla, mientras que la reserva del ejército fue dirigida por el teniente coronel George MacDonnell.
De Salaberry confiaba en la victoria tanto que no informó de sus movimientos a sus superiores. De hecho, sus maniobras fueron "aprobadas" cuando la batalla ya había comenzado.

## La batalla
Hampton sabía que para cruzar el río había un vado, y decidió enviar 1000 hombres, bajo el Coronel Robert Purdy, a cruzar el Chateauguay, con la idea de rodear a los británicos y capturar el vado, mientras que otros 1000 hombres, bajo el Brigadier General George Izard, atacaban frontalmente. El resto de fuerzas deberían quedarse para proteger las provisiones y la artillería.
Cuando Purdy y sus tropas marcharon, Hampton recibió una carta de Amstrong, en la que le indicaba que el propio Amstrong dejaba de formar parte de la batalla, y que Wilkinson asumía sus atribuciones. Además, recibió la orden de construir un campamento para que 10000 hombres pasasen el invierno en Saint Lawrence. Hampton se mostró tan disgustado que interpretó esta orden como que ese año ya no se atacaría Montreal, y probablemente se hubiese retirado inmediatamente si Purdy no hubiese entrado ya en batalla.
El grupo dirigido por Purdy pasó una noche en condiciones miserables, bajo barro y lluvia, e incluso se perdieron. Cuando amaneció el 26 de octubre encontraron la dirección correcta, y a media mañana se encontraron con un destacamento de De Salaberry. El capitán Daly, siguiendo las órdenes de este último, mandó atacar inmediatamente a los estadounidenses, mientras otro grupo de tropas canadienses les envolvían por el otro lado del río.
Tras unas cuantas maniobras de Purdy en las que no había ningún signo de éxito para los estadounidenses, Izard ordenó marchar hacia las defensas de De Saleberry. En este punto la leyenda dice que un oficial estadounidense solicitó a los canadienses que se rindieran, pero como fue hacia ellos sin la bandera de la tregua el propio De Salaberry lo abatió.
Las maniobras de Izard fueron inefectivas. Las defensas británicas respondieron siempre con fuego individual, causando muchas bajas estadounidenses. Cuando un flanco quedaba desprotegido, la reserva tenía libertad para cubrirlo. Las inexpertas tropas estadounidenses comenzaron a retroceder, en buena medida debido a que Hampton no dio ninguna orden de destruir los abatis.
La victoria de De Salaberry fue clara, y su primer parte de bajas contaba con cinco fallecidos, aunque más tarde descubrió que tres de ellos habían sido capturados por los estadounidenses. La derrota de éstos fue dura, con un gran número de bajas.

## Tras la batalla
Hampton se tuvo que retirar a Four Corners, y allí se enfrentó a un consejo de guerra. En él hubo un cruce de declaraciones e informes entre Hampton y Wilkinson. En el lado británico las cosas fueron más dulces, ya que asentaron su posición y repelieron a tropas mucho más numerosas.